# Lustmord
Lustmord — музичний проєкт Браяна Вільямса, британського музиканта і одного з найвідоміших представників дарк ембієнт музики. Проєкт Lustmord відомий експериментальним підходом до звуку: альбоми «Paradise Disowned» i «Heresy» були записані в катакомбах, гротах, печерах, підвалах і копальнях. Також займається проектуванням звукових ефектів для фільмів (напр. Strange days, The Crow czy Underworld), реклам і комп'ютерних ігор.

## Дискографія
- A Document of Early Acoustic & Tactical Experimentation (1982) — перевиданий на CD в 1991 на Dark Vinyl Records
- Paradise Disowned (1984 LP Side Effects)
- Heresy (1990 CD ‘‘Soleilmoon‘‘)
- The Monstrous Soul (1992 CD ‘‘Side Effects‘‘)
- The Place Where The Black Stars Hang[en] (1994 CD ‘‘Side Effects‘‘)
- Strange Attractor (1996 ‘‘Vinyl‘‘ 12" Plug Research[en])
- Purifying Fire (2000 CD ‘‘Soleilmoon‘‘)
- Metavoid (2001 CD ‘‘Nextera’’)
- Zoetrope (2002 CD ‘‘Nextera’’)
- Carbon/Core (2004 CD ‘‘Happy Pencil‘‘) — є саундтреком до сайту художника Кам де Леон (Happy Pencil [Архівовано 10 липня 2007 у Wayback Machine.])
- Lustmord Rising (06.06.06) (2006 CD ‘‘Vaultworks‘‘) — перше «живе» виконання, присвячене до 25-річчю проекту. Записано 6-го червня 2006 року, у Лос-Анджелесі (The Center for Inquiry), як звуковий супровід першої публічної меси Церкви Сатани.
- Juggernaut (2007 CD ‘‘Hydra Head Industries’‘)

### Сумісні альбоми
- Stalker (1995 CD ‘‘Fathom’‘) — сумісно з Робертом Ричем (Robert Rich)
- Lustmord vs Metal Beast (1997 CD ‘‘Side Effects’‘)
- Law Of The Battle Of Conquest (2002 CD ‘‘Hymen Records’‘) — сумісно з Hecate
- Pigs of the Roman Empire[en] (2004 CD ‘‘Paragoric’‘) — сумісно з Melvins (Stoner Doom)

### Інші проєкти
- Terror Against Terror[en] — Terror Against Terror[en] (1992 CD ‘‘Ipecac’‘) — в дусі A Document of Early Acoustic & Tactical Experimentation
- Isolrubin BK — Crash Injury Trauma (1993 CD ‘‘Soleilmoon’‘)
- Arecibo — Trans Plutonian Transmissions (1994 CD ‘‘Atmosphere’‘)

### Збірники саундтреків
- Underworld - Original Score (2003 CD ‘‘Edel Records’‘) — продюсеры: Lustmord и Paul Haslinger[en]
- The Crow: City of Angels (1994 CD ‘‘Varese Serabande’‘)
- The Crow[en] (1994)

## Відеографія
- Zoetrope — трейлер на однойменний короткометражний фільм; тривалість 03:26 хв.)
- Carbon/Core (тривалість 02:22 хв.)

### Рецензії на альбоми
- Carbon/Core
- рецензії альбомів на darkside.ru [Архівовано 26 вересня 2007 у Wayback Machine.]
- рецензії альбомів на industrial.onego.ru

## Музичні приклади
- Lustmord, фрагментⓘ
- Heresy Part ІІІ, фрагментⓘ